# 君なら大丈夫だよ (橘いずみの曲)
『君なら大丈夫だよ』（きみならだいじょうぶだよ）は、橘いずみのデビュー・シングル。1992年6月21日発売。発売元はSony Records。規格品番はSRDL-3482。

## 概要
- デビューアルバム『君なら大丈夫だよ』と同日発売。作曲・編曲は杉真理。
- 1990年12月末に音楽プロデューサーの須藤晃からデモが入ったカセットテープを「この曲でデビューするんだよ」と渡され、テープを何度も聴き返したという。

## 収録曲
作詞：橘いずみ
1. 君なら大丈夫だよ(4分21秒)
　作曲・編曲：杉真理
2. High School Band(4分48秒)
作曲：中野督夫・橘いずみ
編曲：難波正司・TRUNKS
コーラスアレンジ：中野督夫

## 楽曲の収録アルバム
- 君なら大丈夫だよ
  - オリジナル『君なら大丈夫だよ』（1992年）
  - ベスト『GOLDEN☆BEST 橘いずみ』（2002年）
  - CD-BOX『Izumi works from 1992-1997 〜Sony Music Years Complete Box〜』（2019年）
- High School Band
  - オリジナル『君なら大丈夫だよ』
  - CD-BOX『Izumi works from 1992-1997 〜Sony Music Years Complete Box〜』

## ミュージシャン
- 君なら大丈夫だよ
  - Acoustic Guitar：吉川忠英
  - Guitars：鈴木茂
  - Bass：高水健司
  - Drums：島村英二
  - Percussion：鳴島英治
  - Piano：嶋田陽一
  - Chorus：杉真理
- High School Band
  - Guitars：中野督夫
  - Guitars：松浦善博
  - Bass：東山光良
  - Drums：野口明彦
  - Keyboards：難波正司
  - Percussion：マック清水
  - Harp：ウィーピング・ハープ・セノオ
  - Operation：山田洋
  - Chorus：中野督夫・野口明彦・THE DESKS（平賀君代、工藤佳永、新宮"リンダ"由美、大屋享子、IZUMI）